# دم‌دراز بهشتی ارفک
دم‌دراز بهشتی ارفک (نام علمی: Astrapia nigra) نام یک گونه از سرده دم‌دراز بهشتی است.

## خصوصیات
افرک دم دراز بزرگ است، تقریباً ۷۶ سانتیمتر بلندا دارد، با پرهای سیاه مایل به صورتی، سبز و برنز. نوع مرد این پرنده دم بسیار پهنی دارد، پرهای سینه آن ابریشم مانند سیاه می‌باشد.